# Dicroglossidae
A Dicroglossidae a kétéltűek (Amphibia) osztályába és  a békák (Anura) rendjébe tartozó  család. A család korábban a valódi békafélék (Ranidae) egyik alcsaládja volt, de újabb kutatások önálló családba sorolták.

## Rendszerezés
A családba az alábbi alcsaládok és nemek tartoznak:
- Dicroglossinae alcsalád, Anderson, 1871 
  - Allopaa Ohler and Dubois, 2006
  - Chrysopaa Ohler and Dubois, 2006
  - Euphlyctis Fitzinger, 1843
  - Fejervarya Bolkay, 1915
  - Hoplobatrachus Peters, 1863
  - Limnonectes Fitzinger, 1843
  - Minervarya Dubois, Ohler, and Biju, 2001
  - Nannophrys Günther, 1869
  - Nanorana Günther, 1896
  - Ombrana Dubois, 1992
  - Quasipaa Dubois, 1992
  - Sphaerotheca Günther, 1859 )
  - Zakerana Howlader, 2011
- Occidozyginae alcsalád, Fei, Ye, and Huang, 1990
  - Ingerana Dubois, 1987
  - Occidozyga Kuhl and Van Hasselt, 1822

## Elterjedése
A családba tartozó fajok Afrika északnyugati részén és a Szaharától délre, az Arab-félsziget déli részén, Pakisztánban, Indiában, Afganisztánban, Nepálban, Malajziában, Mianmartól Kína nyugati és déli területeiig, Indokínában, a Fülöp-szigeteken és Japánban honosak.